# Sienna West
Sienna West (Los Angeles, 6 novembre 1977) è un'ex attrice pornografica statunitense.

## Biografia
Nata a Los Angeles, in California, a 10 anni si trasferisce a Miami, in Florida. All'età di 19 anni, comincia ad esibirsi come spogliarellista e, poco dopo, si trasferisce nuovamente in California, dove, oltre a continuare ad esibirsi nel circuito locale di strip clubs, allaccia relazioni anche con l'industria del cinema pornografico. A 29 anni, col suo primo film, inizia la carriera di attrice pornografica.

## Premi e nomination
- 2008 - AVN Awards - Milf/Cougar of the Year (nomination)[3]
- 2008 - CAVR Awards - Milf of the Year (nomination)[4]
- 2007 - Adam Film World Awards - Milf of the Year (vincitrice)[5]

## Filmografia
- Big MILF Juggs 1 (2007)
- Big Pretty Titties 2 (2007)
- Diary of a MILF 8 (2007)
- Great Big Tits 4 (2007)
- Jack's POV 10 (2007)
- L.A. Tits (2007)
- MILF Internal 2 (2007)
- MILF Soup 3 (2007)
- MILF Worship 3 (2007)
- Mini Van Moms 7 (2007)
- Muy Caliente 3 (2007)
- Pussy Foot'n 21 (2007)
- Sienna West's Foot Tease (2007)
- Whore Stories (2007)
- 3 Blowin' Me 2 (2008)
- Bang Bus 20 (2008)
- Barely MILF (2008)
- Big Breasted Nurses 1 (2008)
- Big Tits Boss 3 (2008)
- Big Titty Workout 1 (2008)
- Boy Meats MILF 2 (2008)
- Busting the Babysitter (2008)
- Busty Beauties: Breast Meat (2008)
- Club Devon (2008)
- Dirty 30's 6 (2008)
- Doctor Adventures.com 3 (2008)
- FlowerTucci.com 3 (2008)
- Go Fuck Myself 4 (2008)
- Human Toilet Bowls 3 (2008)
- Latina Hollywood Hookers (2008)
- Licensed to Blow 4 (2008)
- MILF Soup 6 (2008)
- MILFs In Heat 3 (2008)
- MILFs Like It Big 1 (2008)
- Mommy Got Boobs 1 (2008)
- Moms Gone Wild 3 (2008)
- Mrs. Conduct (2008)
- Muy Caliente 4 (2008)
- My Wife's Hot Friend 1 (2008)
- Not The Bradys XXX: Marcia Marcia Marcia (2008)
- Porn Fidelity 12 (2008)
- Porn Fidelity 13 (2008)
- Porn Star Brides (2008)
- Pornstars Like It Big 1 (2008)
- POV Jugg Fuckers 1 (2008)
- Titty Bangers 2 (2008)
- When MILFs Attack (2008)
- 30+ Sluts (2009)
- All About Me 3 (2009)
- All Night at the DDD Diner (2009)
- Another Man's MILF (2009)
- Bang Bus 25 (2009)
- Big Mommy Boobs 3 (2009)
- Big Tits at Work 7 (2009)
- Booby Trap (2009)
- Busty Office MILFs 1 (2009)
- Catch Me (2009)
- Cougar Sex Club 2 (2009)
- Cougar Tales 1 (2009)
- Crazy 4 Cougars (2009)
- Dark Side of Marco Banderas 3 (2009)
- Dirty Rotten Mother Fuckers 3 (2009)
- Double D Housewives 3 (2009)
- Everybody Needs MILF (2009)
- Funny Bone (2009)
- Guide to Threesomes (2009)
- Hand to Mouth 8 (2009)
- How I Did a MILF (2009)
- Katsuni: Opened Up (2009)
- Making of a MILF (2009)
- MILF Gasms (2009)
- MILF Hunter 9 (2009)
- Milf Lessons 20 (2009)
- MILFs in High Heels (2009)
- MILFs Like It Big 5 (2009)
- Mother Suckers 1 (2009)
- Muy Caliente 6 (2009)
- Muy Caliente 7 (2009)
- My Wife's a Tramp (2009)
- Naughty America: 4 Her 5 (2009)
- Naughty Office 15 (2009)
- Not Three's Company XXX (2009)
- Porn Star Brides 3 (2009)
- Pornstar Athletics 1 (2009)
- Run for the Border 6 (2009)
- Secrets of a Trophy Wife (2009)
- Team Squirt 11 (2009)
- Victoria Zdrok's Guide to Great Sex (2009)
- Ahh Shit White Mama You Got Ass 7 (2010)
- Big Breast Nurses 3 (2010)
- Big Tit Christmas 1 (2010)
- CFNM Secret 3 (2010)
- CFNM Secret 4 (2010)
- CFNM Secret 5 (2010)
- Cougar Tales 3 (2010)
- Cougar's Prey 4 (2010)
- Diesel Dongs 14 (2010)
- Doctor Adventures.com 8 (2010)
- Evil Cuckold 1 (2010)
- Fucked Up Handjobs 7 (2010)
- Fucked Up Handjobs 8 (2010)
- Gazongas 1 (2010)
- Gigolos (2010)
- Golden Globes 3 (2010)
- Immoral Hotel (2010)
- Indulgence 1 (2010)
- Intoxication 2 (2010)
- Jack's Giant Juggs 4 (2010)
- Latin Adultery 12 (2010)
- Lesbian Beauties 6: Latinas (2010)
- Milf Crazy (2010)
- MILF Lessons 26 (2010)
- Milflicious (2010)
- Mommy Got Boobs 8 (2010)
- My First Sex Teacher 20 (2010)
- Naturally Exposed 12 (2010)
- New Celluloid Trash 2 (2010)
- Real Wife Stories 6 (2010)
- Run for the Border 7 (2010)
- Sexy Senoritas 2 (2010)
- Surreal Sex (2010)
- You Fucked My Mommy's Big Titties (2010)
- Your Mom Tossed My Salad 5 (2010)
- Anal Pornsluts (2011)
- Ass Eaters Unanimous 23 (2011)
- Bangin' MILFs (2011)
- Big Tit Cream Pie 12 (2011)
- Big Tit Soccer Mom Orgy (2011)
- Big Tits at School 12 (2011)
- Big Tits in Uniform 3 (2011)
- Big Tits Like Big Dicks 7 (2011)
- Big Toy Orgy 2 (2011)
- Blacks on Cougars 10 (2011)
- Cougars Take It Black (2011)
- Cruel MILF (2011)
- Driven To Ecstasy 3 (2011)
- Guilty Pleasures 4 (2011)
- I Screwed the Pizza Guy 5 (2011)
- Jailhouse Heat 3D (2011)
- Lesbian Spotlight: Bridget B. (2011)
- Lesbian Spotlight: Sienna West (2011)
- Lust Lovers 3 (2011)
- Manuel Ferrara Is a MILF Whore (2011)
- MILFs Like It Big 10 (2011)
- Mom's Anal Gape Factory (2011)
- Mom's Cuckold 7 (2011)
- My First Sex Teacher 24 (2011)
- Naturally Exposed 13 (2011)
- Naughty's Tattooed Chicks (2011)
- Pegging: A Strap on Love Story 2 (2011)
- Pornstars Punishment 4 (2011)
- Ready Set Fuck (2011)
- Rectal Fuckfest (2011)
- Run for the Border 8 (2011)
- Sophie Dee's Pussy Adventures (2011)
- Surreal Sex 3 (2011)
- Titterific 11 (2011)
- Wanna Fuck My Daughter Gotta Fuck Me First 10 (2011)
- Watch Me Play 2 (2011)
- Wheel of Debauchery 2 (2011)
- Woman's Touch 3 (2011)
- Your Mom's a Cougar (2011)
- Your Mom's Hot (2011)
- Lesbian Spotlight: Sophie Dee (2012)
- My Friend's Hot Mom 32 (2012)
- My MILF Boss 7 (2012)
- Tit-illation (2012)
- Tug Jobs 24 (2012)